# Christoph Sonnleithner

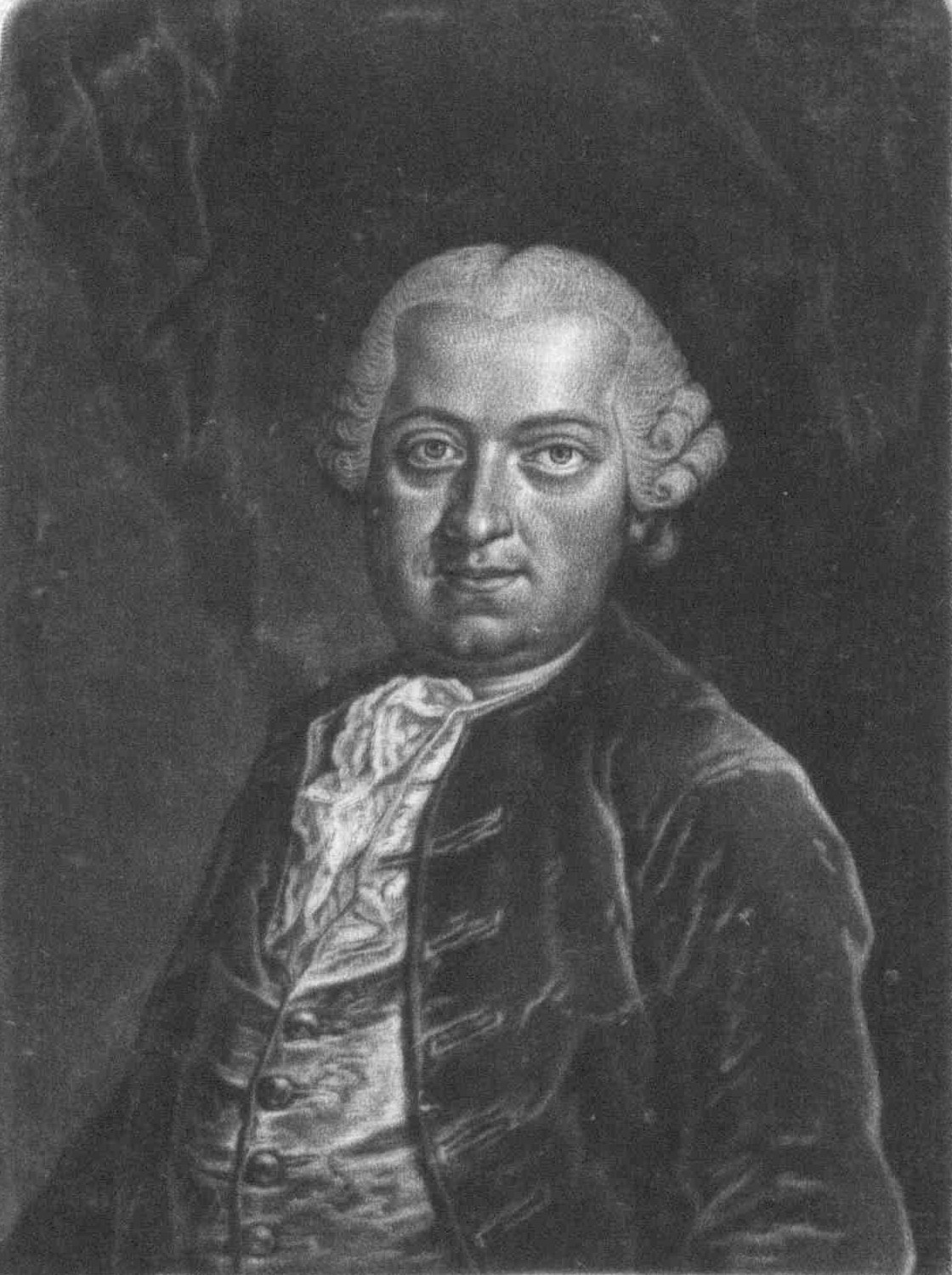
Christoph Sonnleithner

Christoph Sonnleithner (* 28. Mai 1734 in Szeged, Ungarn; † 25. Dezember 1786 in Wien) war ein österreichischer Jurist und Komponist.

## Familie
Christoph Sonnleithner war ab 1759 mit Maria Anna Dobler verheiratet. Das Paar hatte dreizehn Kinder:
1. Lorenz Franz Xaver Sonnleithner (* 1759)
2. Eleonore Sonnleithner (1762–1819), Ehefrau des Sigmund Ritter von Paumgarten
3. Anton Johann Nepomuk Sonnleithner (1764–1764)
4. Barbara Sonnleithner (* 1765)
5. Joseph Sonnleithner (1766–1835), Librettist, Theaterleiter und Archivar
6. Anna Franziska Sonnleithner (1767–1819), Ehefrau von Wenzel Grillparzer, Mutter des Schriftstellers Franz Grillparzer
7. Franziska Maria Anna Sonnleithner (1768–1857), Ehefrau von Johann Sigmund Rizy, Mutter des Juristen Theobald von Rizy
8. Franz Xaver Sonnleithner (1769–1832), Beamter und Schriftsteller
9. Ignaz Sonnleithner (1770–1831), Jurist und Autor, Ehemann von Anna Putz, Vater des Juristen Leopold von Sonnleithner
10. Christoph Heinrich Sonnleithner (1773–1841), Jurist und Beamter, Ehemann von Maria Wenger
11. Therese Sonnleithner († 1829)
12. Johanna Sonnleithner (1777–1861), Pianistin, Ehefrau von Franz Theser
13. Carolina Michaela Sonnleithner (1779–1816), Ehefrau von Joseph Florentin[1]

## Leben
Sonnleithner studierte an der Universität Wien Rechtswissenschaften und schloss mit Promotion ab. Später bekam er eine Anstellung als Hofgerichtsadvokat im Dienst der Fürstlich esterházyschen Domänenverwaltung; sein Arbeitgeber war Fürst Paul II. Anton Esterházy de Galantha.
Sonnleithner wurde als Dekan der juristischen Fakultät an der Universität Wien berufen und hatte damit auch das Amt des Hofrichters des Schottenstifts inne.
Als Komponist stand Sonnleithner in Kontakt mit Joseph Haydn. Er komponierte 36 Streichquartette (Joseph II. gewidmet), mehrere Sinfonien und diverse Kirchenmusik.